# Palatul Monopolurilor de Stat
Palatul Monopolurilor de Stat este un edificiu din București, amplasat pe Calea Victoriei, construit după planurile arhitectului Duiliu Marcu, în 1934-1941, pentru a fi sediul "Administrației Autonome a Monopolurilor de Stat".
Era cunoscut și ca Regia Monopolurilor sau Casa Autonomă a Monopolurilor. În timpul regimului comunist construcția găzduia birourile Comitetului de Stat al Planificării, iar după 1990 a fost cunoscut ca palatul Ministerului Industriilor.
Până în 2004 a funcționat aici Ministerul Economiei.